# Sophia FitzClarence, Nam tước phu nhân De L'Isle và Dudley
Sophia FitzClarence, Nam tước phu nhân De L'Isle và Dudley (25 tháng 8 năm 1796 – 10 tháng 4 năm 1837), là con gái ngoại hôn lớn nhất của William IV của Liên hiệp Anh và người tình lâu năm là Dorothea Jordan. Thông qua hôn nhân với Philip Sidney, Nam tước De L'Isle và Dudley thứ 1, Sophia trở thành Nam tước phu nhân De L'Isle và Dudley. Trước khi qua đời vào năm 1837, Nam tước phu nhân đã đảm nhiệm chức vụ State Housekeeper tại Cung điện Kensington.

## Thân thế
Sophia FitzClarence sinh vào tháng 8 năm 1796 tại phố Sormeset, là con gái đầu lòng của William của Liên hiệp Anh, Công tước xứ Clarence và St Andrews và người tình lâu năm là nữ diễn viên Dorothea Jordan. Sophia có 2 anh trai cùng mẹ là George và Henry cũng như 8 tám người em khác lần lượt là Mary, Frederick, Elizabeth, Adolphus, Augusta, Augustus và Amelia, tất cả đều mang họ FitzClarence. Sophia còn có một người anh khác mẹ tên là William và hai người em gái khác mẹ khác (là con gái hợp pháp của William IV của Liên hiệp Anh và Adelheid xứ Sachsen-Meiningen) là Charlotte và Elizabeth xứ Clarence. Ngoài ra, Sophia cũng có bốn người anh chị khác cha: Một người chị tên là Frances Daly, hai người chị khác tên là Dorothea Maria và Lucy Hester Ford, còn người anh mang họ Ford thì đã qua đời từ lâu. Cái tên Sophia là do Công tước xứ Clarence đặt theo tên của người em gái là Vương nữ Sophia. Giống như anh trai George, Sophia cũng được mẹ cho bú. Sophia cũng được người thân gọi là Sophy.

## Thiếu thời và trưởng thành
Tuy hoàn cảnh không cho phép William và Dorothea kết hôn, nhưng cả hai đều hết lòng vì con cái và duy trì sự ổn định và yêu thương trong cuộc sống gia đình trong suốt 20 năm. Năm 1797, cặp đôi và các con chuyển từ Clarence Lodge đến Dinh Bushy. Theo hồi ký của Wilhelmina Kennedy-Erskine, Bá tước phu nhân xứ Munster, cháu ngoại của William IV và Dorothea Jordan, Dinh Bushy từng là "một gia đình hạnh phúc và tràn đầy tình thương" cho đến khi William kết hôn với Adelheid xứ Sachsen-Meiningen. Ngày 30 tháng 4 năm 1810, Sophia có mặt tại lễ cưới của chị gái Lucy Ford với Samuel Hawker cùng với mẹ và anh trai Henry FitzClarence.
Ngày 19 tháng 6 năm 1811, Sophia xuất hiện tại triểu đình dưới sự bảo hộ của cha tại lễ hội ở Dinh Carlton, một bữa tiệc do người bác lớn cùa Sophia là Vương tử George, Thân vương xứ Wales kiêm nhiếp chính vương tử tổ chức. Ngày hôm sau, Sophia được báo chí đưa tin "là một quý cô nương trẻ dễ mến và được giáo dục tốt". Trong suốt cả mùa hè, Sophia luôn ở bên cạnh Công tước xứ Clarence, nghe cha bàn tán về mẹ với những người khác, chứng kiến và có lẽ đồng cảm với việc cha tán tỉnh với nữ thừa kế Catherine Tylney-Long.
Ở độ tuổi 15, Sophia FitzClarence là một thiếu nữ xinh đẹp và thông tuệ. Thế nhưng, với tình trạng là con ngoài giá thú và không có của hồi môn thì nhan sắc và trí tuệ là không đủ. Để con gái lớn có một mối hôn sự tốt, Công tước xứ Clarence phải tích góp một khoản tiền kha khá để lo liệu. Và ngoài Sophia, Vương tử William cũng phải lo cho bốn người con gái còn lại là Mary, Elizabeth, Augusta và Amelia. Thế nhưng, William vẫn quyết tâm chu toàn cho các con. Và để có một khoản tiền lớn, William cần phải cưới một người vợ giàu có, do đó Vương tử phải từ bỏ Dorothea Jordan. Ngày 2 tháng 10 năm 1811, Dorothea Jordan được ghi nhận xuất hiện ở nhà hát Cheltenham và nhận được bức thư từ William, hẹn rằng hãy gặp mặt ở Maidenhead. Tại đó, Vương tử tuyên bố với người tình rằng mối quan hệ giữa hai người phải kết thúc. Theo thỏa thuận, Dorothea nhận được khoản tiền 4.400 bảng Anh để lo cho bản thân và bốn con gái nhỏ, trong khi đó Sophia và các anh em trai bị loại khỏi đối tượng được thụ hưởng. Và khác với các anh trai vốn mong muốn sự hòa hợp giữa cha mẹ thì Sophia lại đứng hẳn về phía cha trước việc chia tay giữa William và Dorothea. Bản thân Dorothea đã khiển trách con gái rằng:
| “                 | To say that Sophy's conduct towards me is reprehensible to too gentle a name for it. It is shocking to reflect how a young creature can without the smallest remorse reak through the first and most sacred tie of human nature. Her selflove seems to have stifled every amiable and natural affection. Poor girl, I lament and pity her, her disappointments must in proportion to her selfishness be severe. She never writes, and at a review, tho' within our carriage. She left the place to avoid speaking to me. It was taken notice of and mentioned in London. I don't think even her father could approve of such unprecedented conduct, and that is saying a great deal | ” |
| — Dorothea Jordan | |   |

| “ | "Nếu nói rằng hành vi mà Sophy đã làm với tôi là đáng chê trách thì còn quá nhẹ nhàng. Thật sốc khi một tạo vật trẻ có thể không chút hối hận khi dám phá vỡ mối liên kết đầu tiên và thiêng liêng nhất nơi bản chất con người. Sự ái kỷ của con bé dường như đã kìm nén mọi tình cảm ngọt ngào và tự nhiên. Đứa trẻ tội nghiệp, tôi hối tiếc và thương hại con bé, sự thất vọng của nó chắc chắn có liên hệ đến sự ái kỷ của nó. Con bé chẳng bao giờ viết thư, và trong buổi đánh giá, mặc dù là ở trong toa xe của chúng tôi. Con bé đã rời đi chỗ khác để không phải nói chuyện với tôi. Điều này đã gây chú ý và bị nhắc đến ở Luân Đôn. Tôi không nghĩ rằng ngay cả cha con bé có thể chấp nhận được những hành vi chưa từng có tiền lệ như thế này, và điều này nói lên rất nhiều thứ | ” |

Qua thời gian, Sophia và các anh em được đón nhận bởi họ hàng bên nội. Khi còn sống, người cô út của Sophia là Vương nữ Amelia từng viết thư cho George và Henry, và Sophia cùng em trai Frederick có mặt tại Lâu đài Windsor khi Amelia qua đời. Được đón nhận bởi các cô, Sophia được mời đến đám tang của Vương nữ Amelia.
Ngày 5 tháng 7 năm 1816, Dorothea Jordan qua đời ở Pháp. Cái chết của mẹ khiến Sophia và các em gái tiến gần hơn với gia đình bên nội, cũng như giúp chính Sophia cảm thấy nhẹ nhõm hơn, vốn phải chịu đựng nhiều nhất vì xuất thân của mình. Vào tháng 10 năm 1816, một người cô của Sophia là Vương nữ Augusta Sophia đã viết thư cho cháu gái, chuyển lời cảm ơn của bà nội Sophia là Vương hậu Charlotte cho Sophia vì bức thư Sophia đã gửi. Và sau sự việc này, Sophia thường trao đổi thư từ với các cô. Sophia và các em gái cũng nhận được quà từ các Vương nữ: đôi bông tai đính hồng ngọc lựu và đá khổng tước, sợi dây chuyền vàng và mặt mề đay cho ba người chị lớn là Sophia, Mary và Elizabeth, những bộ đầm bằng vải muslin cho hai em gái út là Augusta và Amelia.

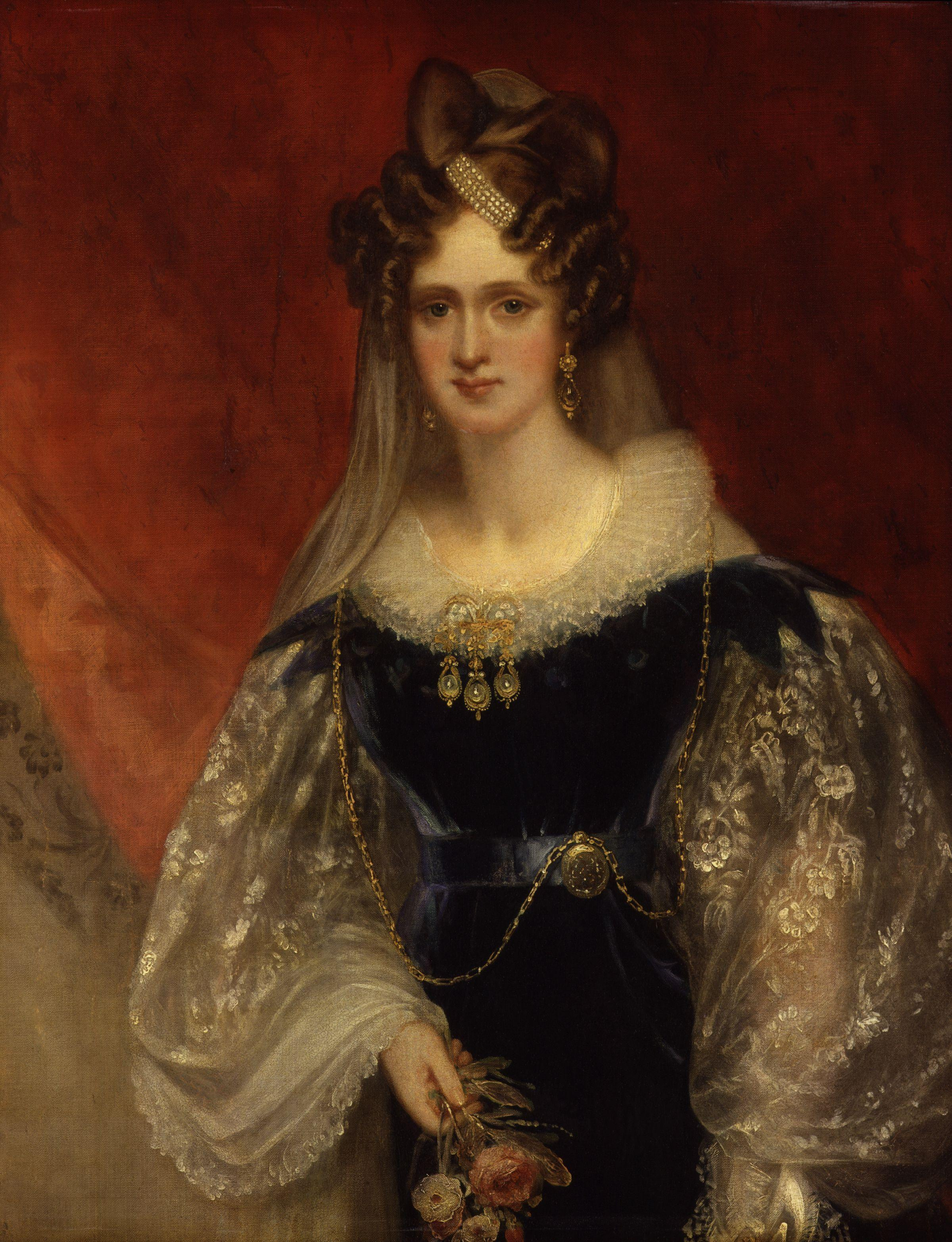
Chân dung Adelheid xứ Sachsen-Meiningen, vợ của William IV của Liên hiệp Anh, cha của Sophia FitzClarence.

Cuối năm 1817, Charlotte Augusta xứ Wales, con gái của Thân vương xứ Wales và Caroline của Braunschweig-Wolfenbüttel, chị họ của các anh chị em nhà FitzClarence, qua đời vì sinh nở. Cái chết của Vương tôn nữ Charlotte đã thay đổi thứ tự kế vị ngai vàng Anh. Trong khi đương kim Quốc vương George III không còn sống được bao lâu nữa, thì trước Công tước xứ Clarence chỉ có hai người anh trai là Thân vương xứ Wales và Công tước xứ York. Trước tình hình này, quốc hội đã thông qua việc chi tiền sửa chữa Dinh Bushy và chu cấp 1.000 bảng Anh cho các cô con gái nhà FitzClarence. Cùng với đó, William lại bắt đầu tìm kiếm một người vợ. Năm 1818, Vương tử cuối cùng kết hôn với Adelheid xứ Sachsen-Meiningen, một Công nữ người Đức không lớn hơn Sophia là bao. Dù vậy, Adelheid dần thể hiện bản thân là một người mẹ kế mẫu mực, tốt bụng và rộng lượng, chiếm được cảm tình của các con gái nhà FitzClarence. Thậm chí, Công tước phu nhân xứ Clarence còn khăng khăng giữ lại bức chân dung của Dorothea Jordan tại Dinh Bushy và không tìm cách chia tách chồng khỏi các con.

## Hôn nhân và hậu duệ
Ngày 13 tháng 8 năm 1825, tại nhà của cha trên phố Charles, Sophia FitzClarence kết hôn với người chồng nhỏ hơn 10 tuổi là Philip Sidney, sau này là một nghị sĩ từ năm 1829 đến năm 1831 và được tấn phong tước hiệu Nam tước De L'Isle và Dudley thứ 1 xứ Penshurst ở Hạt Kent bởi cha của Sophia (bấy giờ đã trở thành William IV của Liên hiệp Anh) vào ngày 13 tháng 1 năm 1835. Philip Sidney là họ hàng của nhà thơ và triết gia lãng mạn Percy Bysshe Shelley, tuy nhiên Philip đã chọn bỏ "Shelley" khỏi họ của mình.
Sophia và chồng có sáu người con, trong đó có bốn người sống đến tuổi trưởng thành:
- Adelaide Augusta Wilhelmina Sidney (1 tháng 6 năm 1826 – 20 tháng 9 năm 1904), được đặt theo tên của vợ của ông ngoại là Adelheid xứ Sachsen-Meiningen, kết hôn với anh họ là Frederick Charles George FitzClarence-Hunloke, con trai thứ của George FitzClarence, Bá tước thứ 1 xứ Munster cũng như là cháu gọi cô của Sophia; không có con.[25]
- Philip Sidney, Nam tước De L'Isle và Dudley thứ 2 (28 tháng 1 năm 1828 – 17 tháng 2 năm 1898), ông nội của William Sidney, Tử tước De L'Isle thứ 1
- Robert Dudley (mất năm 1830)
- Elisabeth Frederica Sidney (mất năm 1831)
- Ernestine Wellington Sidney (9 tháng 1 năm 1834 – 20 tháng 9 năm 1910), kết hôn với Philip Perceval; mẹ của Thiếu tá Sir Philip Hunloke, cha của Trung tá Henry Hunloke.
- Sophia Philippa Sidney (11 tháng 3 năm 1837 – 12 tháng 5 năm 1907), kết hôn với Bá tước Alexander von Kielmannsegg, một hậu duệ của Sophia Charlotte von Platen-Hallermund, Bá tước xứ Darlington[f][25] và là chắt của Johann Ludwig xứ Wallmoden-Gimborn, con ngoại hôn của George II của Anh.[29][30][31][32]

## Dưới thời trị vì của vua cha

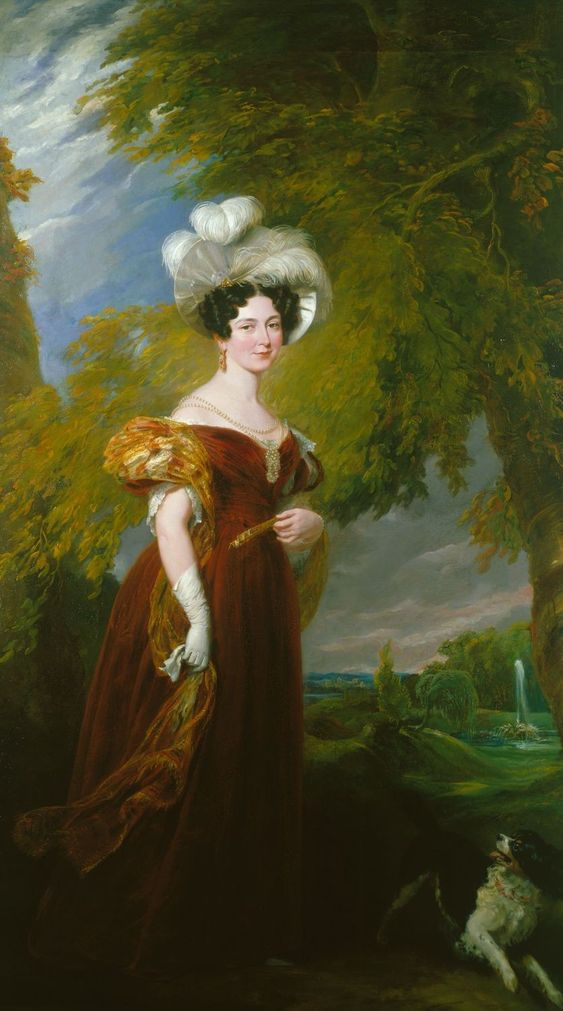
Chân dung Victoire xứ Sachsen-Coburg-Saalfeld, Công tước phu nhân xứ Kent, mẹ của Nữ vương Victoria I của Liên hiệp Anh.

Trong số các anh chị em, Sophia là người con được William IV yêu thương nhất. Sophia cũng được coi là người có miệng lưỡi sắc bén, dí dỏm một cách ác ý, ít khi tỏ lòng biết ơn hay sự rộng lượng, nhưng về bản chất lại không phải là người xấu, luôn vui vẻ và biết cách để bản thân được chấp nhận và hữu dụng tại triều đình của cha.
Tuy nhiên, Victoire xứ Sachsen-Coburg-Saalfeld, Công tước phu nhân xứ Kent, mẹ của Vương tôn nữ Alexandrina Victoria xứ Kent (sau này là Nữ vương Victoria của Liên hiệp Anh), lại có thái độ thù địch với những người con ngoại hôn của nhà vua. Bà Công tước xứ Kent từng lên tiếng rằng: "Ta đã không, và sẽ không bao giờ để Victoria giao thiệp với bọn con hoang của Vương thất bằng bất cứ hình thức nào. Bọn chúng sẽ chết cùng với nhà vua; nếu như ta không giữ lấy lằn ranh này thì làm sao có thể dạy cho Victoria nhận biết được sự khác biệt giữa sự Suy đồi và Đức hạnh?" và sau một sự cố do người anh trai George gây ra khi Victoire đang dùng bữa sáng, Công tước phu nhân xứ Kent đã lấy cớ đó mà tách biệt con gái khỏi cung điện nhằm bảo vệ sự trong trắng của con gái.
Ngày 24 tháng 5 năm 1831, Sophia cùng các em gái Mary, Elizabeth, Augusta và Amelia FitzClarence và ba em trai là Frederick, Adolphus và Augustus FitzClarence được vua cha nâng địa vị lên hàng con gái và con trai thứ của Hầu tước Liên hiệp Anh. Còn người anh cả George thì được tấn phong tước hiệu Bá tước xứ Munster và người anh thứ Henry thì đã qua đời. Vào tháng 1 năm 1837, Sophia được bổ nhiệm làm State Housekeeper của Cung điện Kensington, nơi Sophia qua đời ba tháng sau đó.

## Qua đời

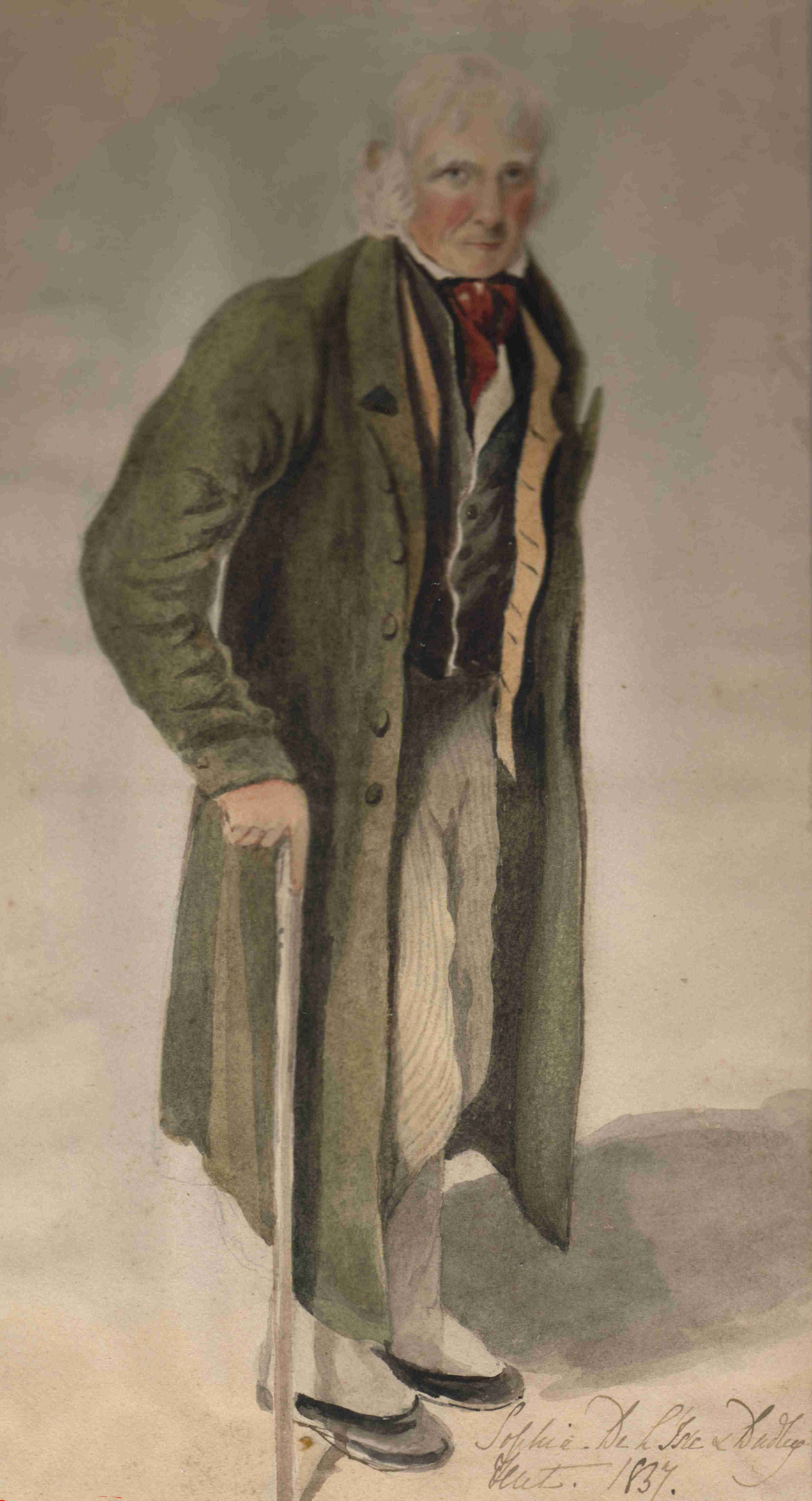
William IV của Liên hiệp Anh, họa bởi con gái Sophia vào năm 1837

Ngày 10 tháng 4 năm 1837, Nam tước phu nhân De L'Isle và Dudley đột ngột qua đời sau khi sinh con tại Cung điện Kensington ngay sau khi vẽ bức phác họa về người cha đau yếu của mình. Sophia được nhớ đến như một người phụ nữ "tốt lành, xinh đẹp, thông minh và vui vẻ." Là người con được William IV yêu thương nhất, cái chết của con gái đã khiến nhà vua vô cùng đau buồn, và nỗi đau này càng trầm trọng hơn đối với William IV vì nhà vua đã thất bại trong việc hòa giải với con trai trưởng là George FitzClarence, Bá tước thứ 1 xứ Munster, người vốn đã có mối quan hệ bất hòa với vua cha kể từ khi William IV lên ngôi.
Có một đài tưởng niệm dành cho Sophia tại Nhà thờ Thánh John Tẩy Giả, Penshurst. Trong số mười người con của William IV của Liên hiệp Anh và người tình Dorothea Jordan, Sophia và anh trai Henry là hai người con duy nhất qua đời trước nhà vua. Chồng của Sophia, ngài Nam tước De L'Isle và Dudley qua đời vào ngày 4 tháng 3 năm 1851, khi được 51 tuổi, sau Sophia 14 năm.

## Tước hiệu và nhã xưng
- Năm 1796 – Ngày 13 tháng 8 năm 1825: Sophia FitzClarence, hay Miss FitzClarence (Quý cô FitzClanrece)[43]
- Ngày 13 tháng 8 năm 1825 – Ngày 24 tháng 5 năm 1831: Sophia Sidney
- Ngày 24 tháng 5 năm 1831 – Ngày 13 tháng 1 năm 1835: Lady Sophia Sidney (Phu nhân Sophia Sidney)[j]
- Ngày 13 tháng 1 năm 1835 – Ngày 10 tháng 4 năm 1837: The Right Honourable The Baroness De L'Isle and Dudley (Quý bà rất đáng kính Nam tước phu nhân D L'Isle và Dudley)

Theo một số nguồn, Sophia cũng được gọi là Lady Sophia FitzClarence (Công nương Sophia FitzClarence).

## Tổ tiên
| \| \| \| \| \| \| \| \| \| \| \| \| \| \| 16. George II của Đại Anh[45] \| \| \| \| \| \| \| \| \| \| \| \| \| \| \| \| \| \| \| \| \| \| \| \| \| \| \| \| \| \| \| \| \| \| \| \| \| \| \| \| \| \| \| \| \| \| \| \| \| \| \| \| \| \| \| \| \| \| \| \| 8. Frederick của Đại Anh[46] \| \| \| \| \| \| \| \| \| \| \| \| \| \| \| \| \| \| \| \| \| \| \| \| \| \| \| \| \| \| \| \| \| \| \| \| \| \| \| \| \| \| \| \| \| \| \| \| \| \| \| \| \| \| \| \| \| \| \| \| \| \| \| \| \| \| \| \| \| \| \| \| 17. Caroline xứ Brandenburg-Ansbach[45] \| \| \| \| \| \| \| \| \| \| \| \| \| \| \| \| \| \| \| \| \| \| \| \| \| \| \| \| \| \| \| \| \| \| \| \| \| \| \| \| \| \| \| \| \| \| \| \| \| \| \| \| \| \| \| \| \| \| \| \| \| \| \| \| \| \| \| \| \| \| \| \| 4. George III của Liên hiệp Anh[2] \| \| \| \| \| \| \| \| \| \| \| \| \| \| \| \| \| \| \| \| \| \| \| \| \| \| \| \| \| \| \| \| \| \| \| \| \| \| \| \| \| \| \| \| \| \| \| \| \| \| \| \| \| \| \| \| \| \| \| \| \| \| \| \| \| \| \| \| \| \| \| \| 18. Friedrich II xứ Sachsen-Gotha-Altenburg[45] \| \| \| \| \| \| \| \| \| \| \| \| \| \| \| \| \| \| \| \| \| \| \| \| \| \| \| \| \| \| \| \| \| \| \| \| \| \| \| \| \| \| \| \| \| \| \| \| \| \| \| \| \| \| \| \| \| \| \| \| \| \| \| \| \| \| \| \| \| \| \| \| 9. Augusta xứ Sachsen-Gotha-Altenburg[46] \| \| \| \| \| \| \| \| \| \| \| \| \| \| \| \| \| \| \| \| \| \| \| \| \| \| \| \| \| \| \| \| \| \| \| \| \| \| \| \| \| \| \| \| \| \| \| \| \| \| \| \| \| \| \| \| \| \| \| \| \| \| \| \| \| \| \| \| \| \| \| \| 19. Magdalena Augusta xứ Anhalt-Zerbst[45] \| \| \| \| \| \| \| \| \| \| \| \| \| \| \| \| \| \| \| \| \| \| \| \| \| \| \| \| \| \| \| \| \| \| \| \| \| \| \| \| \| \| \| \| \| \| \| \| \| \| \| \| \| \| \| \| \| \| \| \| \| \| \| \| \| \| \| \| \| \| \| \| 2. William IV của Liên hiệp Anh[2] \| \| \| \| \| \| \| \| \| \| \| \| \| \| \| \| \| \| \| \| \| \| \| \| \| \| \| \| \| \| \| \| \| \| \| \| \| \| \| \| \| \| \| \| \| \| \| \| \| \| \| \| \| \| \| \| \| \| \| \| \| \| \| \| \| \| \| \| \| \| \| \| 20. Adolf Friedrich II xứ Mecklenburg-Strelitz[47] \| \| \| \| \| \| \| \| \| \| \| \| \| \| \| \| \| \| \| \| \| \| \| \| \| \| \| \| \| \| \| \| \| \| \| \| \| \| \| \| \| \| \| \| \| \| \| \| \| \| \| \| \| \| \| \| \| \| \| \| \| \| \| \| \| \| \| \| \| \| \| \| 10. Karl Ludwig Friedrich xứ Mecklenburg-Strelitz[48][47] \| \| \| \| \| \| \| \| \| \| \| \| \| \| \| \| \| \| \| \| \| \| \| \| \| \| \| \| \| \| \| \| \| \| \| \| \| \| \| \| \| \| \| \| \| \| \| \| \| \| \| \| \| \| \| \| \| \| \| \| \| \| \| \| \| \| \| \| \| \| \| \| 21. Christiane Emilie xứ Schwarzburg-Sondershausen[47] \| \| \| \| \| \| \| \| \| \| \| \| \| \| \| \| \| \| \| \| \| \| \| \| \| \| \| \| \| \| \| \| \| \| \| \| \| \| \| \| \| \| \| \| \| \| \| \| \| \| \| \| \| \| \| \| \| \| \| \| \| \| \| \| \| \| \| \| \| \| \| \| 5. Charlotte xứ Mecklenburg-Strelitz[2] \| \| \| \| \| \| \| \| \| \| \| \| \| \| \| \| \| \| \| \| \| \| \| \| \| \| \| \| \| \| \| \| \| \| \| \| \| \| \| \| \| \| \| \| \| \| \| \| \| \| \| \| \| \| \| \| \| \| \| \| \| \| \| \| \| \| \| \| \| \| \| \| 22. Ernst Friedrich I xứ Sachsen-Hildburghausen[49] \| \| \| \| \| \| \| \| \| \| \| \| \| \| \| \| \| \| \| \| \| \| \| \| \| \| \| \| \| \| \| \| \| \| \| \| \| \| \| \| \| \| \| \| \| \| \| \| \| \| \| \| \| \| \| \| \| \| \| \| \| \| \| \| \| \| \| \| \| \| \| \| 11. Elisabeth Albertine xứ Sachsen-Hildburghausen[48][49] \| \| \| \| \| \| \| \| \| \| \| \| \| \| \| \| \| \| \| \| \| \| \| \| \| \| \| \| \| \| \| \| \| \| \| \| \| \| \| \| \| \| \| \| \| \| \| \| \| \| \| \| \| \| \| \| \| \| \| \| \| \| \| \| \| \| \| \| \| \| \| \| 23. Sophia Albertine xứ Erbach-Erbach[50] \| \| \| \| \| \| \| \| \| \| \| \| \| \| \| \| \| \| \| \| \| \| \| \| \| \| \| \| \| \| \| \| \| \| \| \| \| \| \| \| \| \| \| \| \| \| \| \| \| \| \| \| \| \| \| \| \| \| \| \| \| \| \| \| \| \| \| \| \| \| \| \| 1. Sophia FitzClarence \| \| \| \| \| \| \| \| \| \| \| \| \| \| \| \| \| \| \| \| \| \| \| \| \| \| \| \| \| \| \| \| \| \| \| \| \| \| \| \| \| \| \| \| \| \| \| \| \| \| \| \| \| \| \| \| \| \| \| \| \| \| \| \| \| \| \| \| \| \| \| \| 24. James Bland[51] \| \| \| \| \| \| \| \| \| \| \| \| \| \| \| \| \| \| \| \| \| \| \| \| \| \| \| \| \| \| \| \| \| \| \| \| \| \| \| \| \| \| \| \| \| \| \| \| \| \| \| \| \| \| \| \| \| \| \| \| \| \| \| \| \| \| \| \| \| \| \| \| 12. Nathaniel Bland[52][51] \| \| \| \| \| \| \| \| \| \| \| \| \| \| \| \| \| \| \| \| \| \| \| \| \| \| \| \| \| \| \| \| \| \| \| \| \| \| \| \| \| \| \| \| \| \| \| \| \| \| \| \| \| \| \| \| \| \| \| \| \| \| \| \| \| \| \| \| \| \| \| \| 25. Lucy Brewster[51] \| \| \| \| \| \| \| \| \| \| \| \| \| \| \| \| \| \| \| \| \| \| \| \| \| \| \| \| \| \| \| \| \| \| \| \| \| \| \| \| \| \| \| \| \| \| \| \| \| \| \| \| \| \| \| \| \| \| \| \| \| \| \| \| \| \| \| \| \| \| \| \| 6. Francis Bland[53] \| \| \| \| \| \| \| \| \| \| \| \| \| \| \| \| \| \| \| \| \| \| \| \| \| \| \| \| \| \| \| \| \| \| \| \| \| \| \| \| \| \| \| \| \| \| \| \| \| \| \| \| \| \| \| \| \| \| \| \| \| \| \| \| \| \| \| \| \| \| \| \| 26. Francis Heaton \| \| \| \| \| \| \| \| \| \| \| \| \| \| \| \| \| \| \| \| \| \| \| \| \| \| \| \| \| \| \| \| \| \| \| \| \| \| \| \| \| \| \| \| \| \| \| \| \| \| \| \| \| \| \| \| \| \| \| \| \| \| \| \| \| \| \| \| \| \| \| \| 13. Elizabeth Heaton[54] \| \| \| \| \| \| \| \| \| \| \| \| \| \| \| \| \| \| \| \| \| \| \| \| \| \| \| \| \| \| \| \| \| \| \| \| \| \| \| \| \| \| \| \| \| \| \| \| \| \| \| \| \| \| \| \| \| \| \| \| \| \| \| \| \| \| \| \| \| \| \| \| 27. Elizabeth Curtis \| \| \| \| \| \| \| \| \| \| \| \| \| \| \| \| \| \| \| \| \| \| \| \| \| \| \| \| \| \| \| \| \| \| \| \| \| \| \| \| \| \| \| \| \| \| \| \| \| \| \| \| \| \| \| \| \| \| \| \| \| \| \| \| \| \| \| \| \| \| \| \| 3. Dorothea Jordan[2] \| \| \| \| \| \| \| \| \| \| \| \| \| \| \| \| \| \| \| \| \| \| \| \| \| \| \| \| \| \| \| \| \| \| \| \| \| \| \| \| \| \| \| \| \| \| \| \| \| \| \| \| \| \| \| \| \| \| \| \| \| \| \| \| \| \| \| \| \| \| \| \| \| \| \| \| \| \| \| \| \| \| \| \| \| \| \| \| \| \| \| \| \| \| \| \| \| \| \| \| \| \| \| \| \| \| \| \| \| \| \| \| \| \| \| \| \| \| \| \| \| \| \| \| \| \| \| \| \| \| \| \| \| \| \| \| \| \| \| \| \| \| \| \| \| \| \| \| \| \| \| \| \| \| \| \| \| \| \| \| \| \| \| \| \| \| \| \| \| \| \| \| \| \| \| \| \| \| \| \| \| \| \| \| \| \| \| \| \| \| \| \| \| \| \| \| \| \| \| \| \| \| \| \| \| \| \| \| \| \| \| \| \| \| \| \| \| \| \| \| \| \| \| \| \| \| \| \| \| \| \| \| \| \| \| \| \| \| \| \| \| \| \| \| \| \| \| \| \| \| \| \| \| \| \| \| \| \| \| \| \| \| \| \| \| \| \| \| \| \| \| \| \| \| \| \| \| \| \| \| \| \| \| \| \| \| \| \| 7. Grace Phillips[53] \| \| \| \| \| \| \| \| \| \| \| \| \| \| \| \| \| \| \| \| \| \| \| \| \| \| \| \| \| \| \| \| \| \| \| \| \| \| \| \| \| \| \| \| \| \| \| \| \| \| \| \| |                                                    |  |  |  |  |  |  |  |  |  |  |  |                           |  |  |  |
| |                                                    |  |  |  |  |  |  |  |  |  |  |  | 16. George II của Đại Anh |  |  |  |
| |                                                    |  |  |  |  |  |  |  |  |  |  |  |                           |  |  |  |
| |                                                    |  |  |  |  |  |  |  |  |  |  |  |                           |  |  |  |
| |                                                    |  |  |  |  |  |  |  |  |  |  |  |                           |  |  |  |
| | 8. Frederick của Đại Anh                           |  |  |  |  |  |  |  |  |  |  |  |                           |  |  |  |
| |                                                    |  |  |  |  |  |  |  |  |  |  |  |                           |  |  |  |
| |                                                    |  |  |  |  |  |  |  |  |  |  |  |                           |  |  |  |
| |                                                    |  |  |  |  |  |  |  |  |  |  |  |                           |  |  |  |
| | 17. Caroline xứ Brandenburg-Ansbach                |  |  |  |  |  |  |  |  |  |  |  |                           |  |  |  |
| |                                                    |  |  |  |  |  |  |  |  |  |  |  |                           |  |  |  |
| |                                                    |  |  |  |  |  |  |  |  |  |  |  |                           |  |  |  |
| |                                                    |  |  |  |  |  |  |  |  |  |  |  |                           |  |  |  |
| | 4. George III của Liên hiệp Anh                    |  |  |  |  |  |  |  |  |  |  |  |                           |  |  |  |
| |                                                    |  |  |  |  |  |  |  |  |  |  |  |                           |  |  |  |
| |                                                    |  |  |  |  |  |  |  |  |  |  |  |                           |  |  |  |
| |                                                    |  |  |  |  |  |  |  |  |  |  |  |                           |  |  |  |
| | 18. Friedrich II xứ Sachsen-Gotha-Altenburg        |  |  |  |  |  |  |  |  |  |  |  |                           |  |  |  |
| |                                                    |  |  |  |  |  |  |  |  |  |  |  |                           |  |  |  |
| |                                                    |  |  |  |  |  |  |  |  |  |  |  |                           |  |  |  |
| |                                                    |  |  |  |  |  |  |  |  |  |  |  |                           |  |  |  |
| | 9. Augusta xứ Sachsen-Gotha-Altenburg              |  |  |  |  |  |  |  |  |  |  |  |                           |  |  |  |
| |                                                    |  |  |  |  |  |  |  |  |  |  |  |                           |  |  |  |
| |                                                    |  |  |  |  |  |  |  |  |  |  |  |                           |  |  |  |
| |                                                    |  |  |  |  |  |  |  |  |  |  |  |                           |  |  |  |
| | 19. Magdalena Augusta xứ Anhalt-Zerbst             |  |  |  |  |  |  |  |  |  |  |  |                           |  |  |  |
| |                                                    |  |  |  |  |  |  |  |  |  |  |  |                           |  |  |  |
| |                                                    |  |  |  |  |  |  |  |  |  |  |  |                           |  |  |  |
| |                                                    |  |  |  |  |  |  |  |  |  |  |  |                           |  |  |  |
| | 2. William IV của Liên hiệp Anh                    |  |  |  |  |  |  |  |  |  |  |  |                           |  |  |  |
| |                                                    |  |  |  |  |  |  |  |  |  |  |  |                           |  |  |  |
| |                                                    |  |  |  |  |  |  |  |  |  |  |  |                           |  |  |  |
| |                                                    |  |  |  |  |  |  |  |  |  |  |  |                           |  |  |  |
| | 20. Adolf Friedrich II xứ Mecklenburg-Strelitz     |  |  |  |  |  |  |  |  |  |  |  |                           |  |  |  |
| |                                                    |  |  |  |  |  |  |  |  |  |  |  |                           |  |  |  |
| |                                                    |  |  |  |  |  |  |  |  |  |  |  |                           |  |  |  |
| |                                                    |  |  |  |  |  |  |  |  |  |  |  |                           |  |  |  |
| | 10. Karl Ludwig Friedrich xứ Mecklenburg-Strelitz  |  |  |  |  |  |  |  |  |  |  |  |                           |  |  |  |
| |                                                    |  |  |  |  |  |  |  |  |  |  |  |                           |  |  |  |
| |                                                    |  |  |  |  |  |  |  |  |  |  |  |                           |  |  |  |
| |                                                    |  |  |  |  |  |  |  |  |  |  |  |                           |  |  |  |
| | 21. Christiane Emilie xứ Schwarzburg-Sondershausen |  |  |  |  |  |  |  |  |  |  |  |                           |  |  |  |
| |                                                    |  |  |  |  |  |  |  |  |  |  |  |                           |  |  |  |
| |                                                    |  |  |  |  |  |  |  |  |  |  |  |                           |  |  |  |
| |                                                    |  |  |  |  |  |  |  |  |  |  |  |                           |  |  |  |
| | 5. Charlotte xứ Mecklenburg-Strelitz               |  |  |  |  |  |  |  |  |  |  |  |                           |  |  |  |
| |                                                    |  |  |  |  |  |  |  |  |  |  |  |                           |  |  |  |
| |                                                    |  |  |  |  |  |  |  |  |  |  |  |                           |  |  |  |
| |                                                    |  |  |  |  |  |  |  |  |  |  |  |                           |  |  |  |
| | 22. Ernst Friedrich I xứ Sachsen-Hildburghausen    |  |  |  |  |  |  |  |  |  |  |  |                           |  |  |  |
| |                                                    |  |  |  |  |  |  |  |  |  |  |  |                           |  |  |  |
| |                                                    |  |  |  |  |  |  |  |  |  |  |  |                           |  |  |  |
| |                                                    |  |  |  |  |  |  |  |  |  |  |  |                           |  |  |  |
| | 11. Elisabeth Albertine xứ Sachsen-Hildburghausen  |  |  |  |  |  |  |  |  |  |  |  |                           |  |  |  |
| |                                                    |  |  |  |  |  |  |  |  |  |  |  |                           |  |  |  |
| |                                                    |  |  |  |  |  |  |  |  |  |  |  |                           |  |  |  |
| |                                                    |  |  |  |  |  |  |  |  |  |  |  |                           |  |  |  |
| | 23. Sophia Albertine xứ Erbach-Erbach              |  |  |  |  |  |  |  |  |  |  |  |                           |  |  |  |
| |                                                    |  |  |  |  |  |  |  |  |  |  |  |                           |  |  |  |
| |                                                    |  |  |  |  |  |  |  |  |  |  |  |                           |  |  |  |
| |                                                    |  |  |  |  |  |  |  |  |  |  |  |                           |  |  |  |
| | 1. Sophia FitzClarence                             |  |  |  |  |  |  |  |  |  |  |  |                           |  |  |  |
| |                                                    |  |  |  |  |  |  |  |  |  |  |  |                           |  |  |  |
| |                                                    |  |  |  |  |  |  |  |  |  |  |  |                           |  |  |  |
| |                                                    |  |  |  |  |  |  |  |  |  |  |  |                           |  |  |  |
| | 24. James Bland                                    |  |  |  |  |  |  |  |  |  |  |  |                           |  |  |  |
| |                                                    |  |  |  |  |  |  |  |  |  |  |  |                           |  |  |  |
| |                                                    |  |  |  |  |  |  |  |  |  |  |  |                           |  |  |  |
| |                                                    |  |  |  |  |  |  |  |  |  |  |  |                           |  |  |  |
| | 12. Nathaniel Bland                                |  |  |  |  |  |  |  |  |  |  |  |                           |  |  |  |
| |                                                    |  |  |  |  |  |  |  |  |  |  |  |                           |  |  |  |
| |                                                    |  |  |  |  |  |  |  |  |  |  |  |                           |  |  |  |
| |                                                    |  |  |  |  |  |  |  |  |  |  |  |                           |  |  |  |
| | 25. Lucy Brewster                                  |  |  |  |  |  |  |  |  |  |  |  |                           |  |  |  |
| |                                                    |  |  |  |  |  |  |  |  |  |  |  |                           |  |  |  |
| |                                                    |  |  |  |  |  |  |  |  |  |  |  |                           |  |  |  |
| |                                                    |  |  |  |  |  |  |  |  |  |  |  |                           |  |  |  |
| | 6. Francis Bland                                   |  |  |  |  |  |  |  |  |  |  |  |                           |  |  |  |
| |                                                    |  |  |  |  |  |  |  |  |  |  |  |                           |  |  |  |
| |                                                    |  |  |  |  |  |  |  |  |  |  |  |                           |  |  |  |
| |                                                    |  |  |  |  |  |  |  |  |  |  |  |                           |  |  |  |
| | 26. Francis Heaton                                 |  |  |  |  |  |  |  |  |  |  |  |                           |  |  |  |
| |                                                    |  |  |  |  |  |  |  |  |  |  |  |                           |  |  |  |
| |                                                    |  |  |  |  |  |  |  |  |  |  |  |                           |  |  |  |
| |                                                    |  |  |  |  |  |  |  |  |  |  |  |                           |  |  |  |
| | 13. Elizabeth Heaton                               |  |  |  |  |  |  |  |  |  |  |  |                           |  |  |  |
| |                                                    |  |  |  |  |  |  |  |  |  |  |  |                           |  |  |  |
| |                                                    |  |  |  |  |  |  |  |  |  |  |  |                           |  |  |  |
| |                                                    |  |  |  |  |  |  |  |  |  |  |  |                           |  |  |  |
| | 27. Elizabeth Curtis                               |  |  |  |  |  |  |  |  |  |  |  |                           |  |  |  |
| |                                                    |  |  |  |  |  |  |  |  |  |  |  |                           |  |  |  |
| |                                                    |  |  |  |  |  |  |  |  |  |  |  |                           |  |  |  |
| |                                                    |  |  |  |  |  |  |  |  |  |  |  |                           |  |  |  |
| | 3. Dorothea Jordan                                 |  |  |  |  |  |  |  |  |  |  |  |                           |  |  |  |
| |                                                    |  |  |  |  |  |  |  |  |  |  |  |                           |  |  |  |
| |                                                    |  |  |  |  |  |  |  |  |  |  |  |                           |  |  |  |
| |                                                    |  |  |  |  |  |  |  |  |  |  |  |                           |  |  |  |
| |                                                    |  |  |  |  |  |  |  |  |  |  |  |                           |  |  |  |
| |                                                    |  |  |  |  |  |  |  |  |  |  |  |                           |  |  |  |
| |                                                    |  |  |  |  |  |  |  |  |  |  |  |                           |  |  |  |
| |                                                    |  |  |  |  |  |  |  |  |  |  |  |                           |  |  |  |
| |                                                    |  |  |  |  |  |  |  |  |  |  |  |                           |  |  |  |
| |                                                    |  |  |  |  |  |  |  |  |  |  |  |                           |  |  |  |
| |                                                    |  |  |  |  |  |  |  |  |  |  |  |                           |  |  |  |
| |                                                    |  |  |  |  |  |  |  |  |  |  |  |                           |  |  |  |
| |                                                    |  |  |  |  |  |  |  |  |  |  |  |                           |  |  |  |
| |                                                    |  |  |  |  |  |  |  |  |  |  |  |                           |  |  |  |
| |                                                    |  |  |  |  |  |  |  |  |  |  |  |                           |  |  |  |
| |                                                    |  |  |  |  |  |  |  |  |  |  |  |                           |  |  |  |
| | 7. Grace Phillips                                  |  |  |  |  |  |  |  |  |  |  |  |                           |  |  |  |
| |                                                    |  |  |  |  |  |  |  |  |  |  |  |                           |  |  |  |
| |                                                    |  |  |  |  |  |  |  |  |  |  |  |                           |  |  |  |